# Johan Sjöstrand
Johan Sjöstrand (ur. 26 lutego 1987 w Skövde) – szwedzki piłkarz ręczny grający na pozycji bramkarza.

## Sukcesy

### Klubowe
- Mistrzostwa Niemiec:
  -  2014